# Крестьянский поземельный банк (Нижний Новгород)
Крестьянский поземельный банк — архитектурный ансамбль в историческом центре Нижнего Новгорода. Построен в 1913—1916 годах. Автор проекта — российский архитектор, инженер и дизайнер Ф. О. Ливчак.
Ансамбль состоит из трёх строений по адресу улица Пискунова, 39: главного корпуса, служб и ограды. Исторические здания сегодня — объекты культурного наследия Российской Федерации.
Внутренние интерьеры главного здания частично изменены в 1936 году по проекту архитектора А. А. Яковлева. Наибольший интерес представляет помещение зимнего сада на втором этаже, с мраморным фонтаном, росписью и мозаичным полом.    

## История
Угловой участок домовладения на пересечении улиц Пискунова (бывшей Малой Печерской) и Ульянова (бывшей Тихоновской) сформировался на месте срытого в XVIII веке средневекового укрепления — Малого Острога. Позже здесь располагалась старинная усадьба с парком дворянина, действительного статского советника С. А. Львова, отмеченная на плане Нижнего Новгорода 1848—1853 годов. Здесь, в деревянном доме Львова, с октября 1812 года по май 1813 года жил с семьёй Н. М. Карамзин.
Крестьянский поземельный банк был открыт в Нижнем Новгороде 16 января 1897 года и обслуживал Нижегородскую и Владимирскую губернии, контролировал торги участками и заклад земли, выдавал ссуды на её покупку. Основание Крестьянского поземельного банка связано с инициативой императора Александра III. Первое отделение было открыто 10 апреля 1883 года в Санкт-Петербурге на Адмиралтейской набережной. В конце XIX века банк имел уже 40 отделений по всей России.  
Изначально отделение банка располагалось в доме купца Н. Смирнова на Большой Покровской улице. После открытия в 1907 году отделения банка во Владимире, Нижегородское отделение стало обслуживать только собственную губернию. 4 июня 1913 года правление банка обратилось в Министерство финансов с просьбой о возможности постройки собственного каменного здания. Разработку проекта, смет и рабочих чертежей поручили симбирскому инженеру Фёдору Осиповичу Ливчаку. В письме управляющему Нижегородским отделением В. П. Фурдуеву от хозяйственного делопроизводителя банка А. А. Гейнрихсена сообщалась следующая информация: «Составление эскиза проекта сметы и рабочих чертежей мною поручено гражданскому инженеру Ф. О. Ливчаку, проживающему в Симбирске на Покровской улице в собственном доме, которому вместе с тем предложено прибыть в Нижний Новгород на предмет осмотра приобретенного усадебного места и получения надлежащих указаний для составления эскиза здания».
Фёдор Осипович Ливчак (1878—1919) — известный русский архитектор, в 1906—1918 годах работал в городе Симбирске (современный Ульяновск). За тридцать лет карьеры архитектор построил более 50 зданий и комплексов, сформировал облик Симбирска того времени. Здания, построенные по проектам Ф. О. Ливчака, до сих пор украшают Ульяновск, Тамбов, Курск, Нижний Новгород, Алатырь и Димитровград.  
17 августа 1913 года Строительная комиссия под председательством управляющего Отделением одобрила эскизный проект. 7 января 1914 года Строительное отделение Нижегородского Губернского Правления утвердило проект и смету. Строительство комплекса началось во время правления городского головы, купца первой гильдии Дмитрия Васильевича Сироткина при его финансовой поддержке. При рассмотрении сметы было выяснено, что резко подорожали строительные материалы и рабочая сила. Тем не менее, 12 апреля 1914 года с подрядчиками К. Я. Шабриным, А. В. Колобяниным и С. И. Громовым был подписан контракт на каменные работы, начавшиеся с наступлением строительного сезона.
В феврале 1915 года Строительная комиссия пригласила в Нижний Новгород Ф. О. Ливчака для постоянного авторского надзора за строительством. Он, в свою очередь, ревниво следил за ходом работ, не допускал применения некачественных материалов. Первая мировая война оказала влияние на строительство: в 2-3 раза подорожали строительные материалы, а также рабочая сила, так как строителей призывали на фронт. Тем не менее, к концу 1915 года здание было закончено вчерне, велась отделка внутренних помещений. В ноябре 1916 года все строительные работы были завершены, и в начале 1917 года банк въехал в новое здание. У входа была установлена массивная медная доска с рельефным позолоченным орлом и надписью «Нижегородское отделение Поземельного банка» (сегодня утрачена).
После революции, в марте 1918 года, банк был закрыт. Уже в 1920-е годы в зданиях комплекса разместился Совет Народного хозяйства, а в 1937 году — Дворец пионеров. На фасаде имеются две памятные доски: 
- О том, что из Дворца пионеров уходили подростки-добровольцы в школу юнг ВМФ, став героями Великой Отечественной войны;
- О том, что здесь в 1943—1945 годах нашли приют дети из блокадного Ленинграда.

В современный период Дворец пионеров был переименован в Городской Дворец творчества юных им. В. П. Чкалова. В 2003 году — в Дворец детского (юношеского) творчества им. В. П. Чкалова.       

## Архитектура
Ансамбль относят к неорусскому стилю, направлению ретроспективизма в архитектуре начала XX века, одновременно с этим тяготеющим к модерну. По мнению исследователя Ю. Н. Бубнова, последнее легко заметить по рисунку ограды, форме кровли, большим окнам первого этажа, внутренней отделке и мебели. В целом, здание скомпоновано из трёх крупных объёмов. Угол главного корпуса срезан, в результате чего перед ним была образована небольшая площадка. Два других объёма расположены симметрично к третьему и выходят фасадами на улицы. Фасад здания декорирован стилизованными деталями русской архитектуры XVII века.

### Главный корпус
30 мая 1914 года началась забутка булыжными камнями на известковом растворе фундаментов, а к первому октября завершена кладка стен с бетонными поэтажными покрытиями. 3 октября Ливчак предложил украсить тимпаны окон актового зала изразцовыми панно с изображением пахаря и борьбы русского народа с иноземными захватчиками (что стало отражением событий начавшейся Первой мировой войны), а торцы крыльев — в треугольных фронтонах — полихромными орлами. Архитектор выполнил их эскизы в натуральную величину. Изготовление и установку взяла на себя фирма «Гельвейн и Ваулин». Для выполнения лепнины и интерьеров, в том числе парадной лестницы и актового зала второго этажа, был привлечён московский скульптор А. А. Сивохин. Ливчак самостоятельно выполнил эскизы резной деревянной мебели. К 3 сентября 1915 года были окончены штукатурка и лепнина здания, ещё продолжалась настилка полов. Отделка интерьеров велась весь следующий сезон. 16 — 19 ноября 1916 года комиссия приняла здание.
В 1936 году некоторые интерьеры помещений были оформлены по проекту архитектора А. А. Яковлева. В частности, были изменены интерьеры вестибюля, где появились скульптуры И. В. Сталина, пионеров, а также декоративные элементы в покрытии пола и виде барельефов на стенах. При этом были сохранены деревянные переплёты окон, парадная лестница, обшивка деревянными панелями стен коридоров и стен зала собраний. На втором этаже был спроектирован зимний сад, отражавший идею соединения архитектуры и природы. Пол украсило мозаичное покрытие с изображением морских обитателей, по периметру сада были высажены растения, на одной из стен сделана роспись, изображающая морскую гавань. В центре помещения был установлен мраморный фонтан, а возле панорамного окна специальный вольер для птиц.        

### Службы
Кирпичные одноэтажные службы расположились на южной границе участка и предназначались для станции биологической очистки воды, дровяника и гаража. Фундаменты были заложены летом 1914 года, а осенью стены вчерне отстроены, к первому ноября покрыты железной крышей. В 1915 году в здание были поведены канализация и водопровод, который подключили к новейшей для того времени станции биологической очистки воды. 29 февраля 1916 года полностью отстроенные здания перешли во владение правления банка.

### Ограда
Кованая ограда, с кирпичными столбами на высоком цоколе, была выполнена в стиле модерн по чертежам Ливчака. Строилась после завершения кирпичных работ к 11 августа 1915 года. Спустя год столбы были оштукатурены и покрыты железными листами.        
- Служебный корпус.
- Изразцовые панно в тимпанах окон актового зала.
- Ограда в формах модерна.